# 都市报道60分
《都市报道60分》，是天津电视台新闻频道的旗舰新闻节目，节目收视率长期位居为该台第一名。

## 概况
1997年12月1日，天津有线电视台的主打日播新闻节目《生活快车》开播，时长15分钟。1999年10月1日，《生活快车》改版为《都市报道》，时长从15分钟增长到30分钟。2004年4月7日，《都市报道》成功改版，增设的“都市热线”、“百姓纪事”两个板块，平均收视率达到AGB尼尔森2.34%。2005年1月1日《都市报道》实现直播。同年4月7日，《都市报道》更名为《都市报道60分》。

## 评价

### 负面评价
长期以来天津电视台《都市报道60分》形成了市井的报道形象。天津地区的观众认为《都市报道60分》节目死板、套路现象严重，曾概括其套路为：

1. 热心市民××给节目热线打来电话，反映××的问题。
2. 我们呼吁有关部门尽快查清产权单位。